# Oulon
Oulon település Franciaországban, Nièvre megyében. Lakosainak száma 64 fő (2022. január 1.). Oulon Montenoison, Giry, Lurcy-le-Bourg, Moussy, Prémery és Saint-Franchy községekkel határos.

## Népesség
A település népességének változása:
| Lakosok száma | 70   | 67   | 68   | 64   | 63   | 63   | 62   | 62   | 64   |
|               | 2013 | 2015 | 2016 | 2017 | 2018 | 2019 | 2020 | 2021 | 2022 |